# Marco (evangelista)

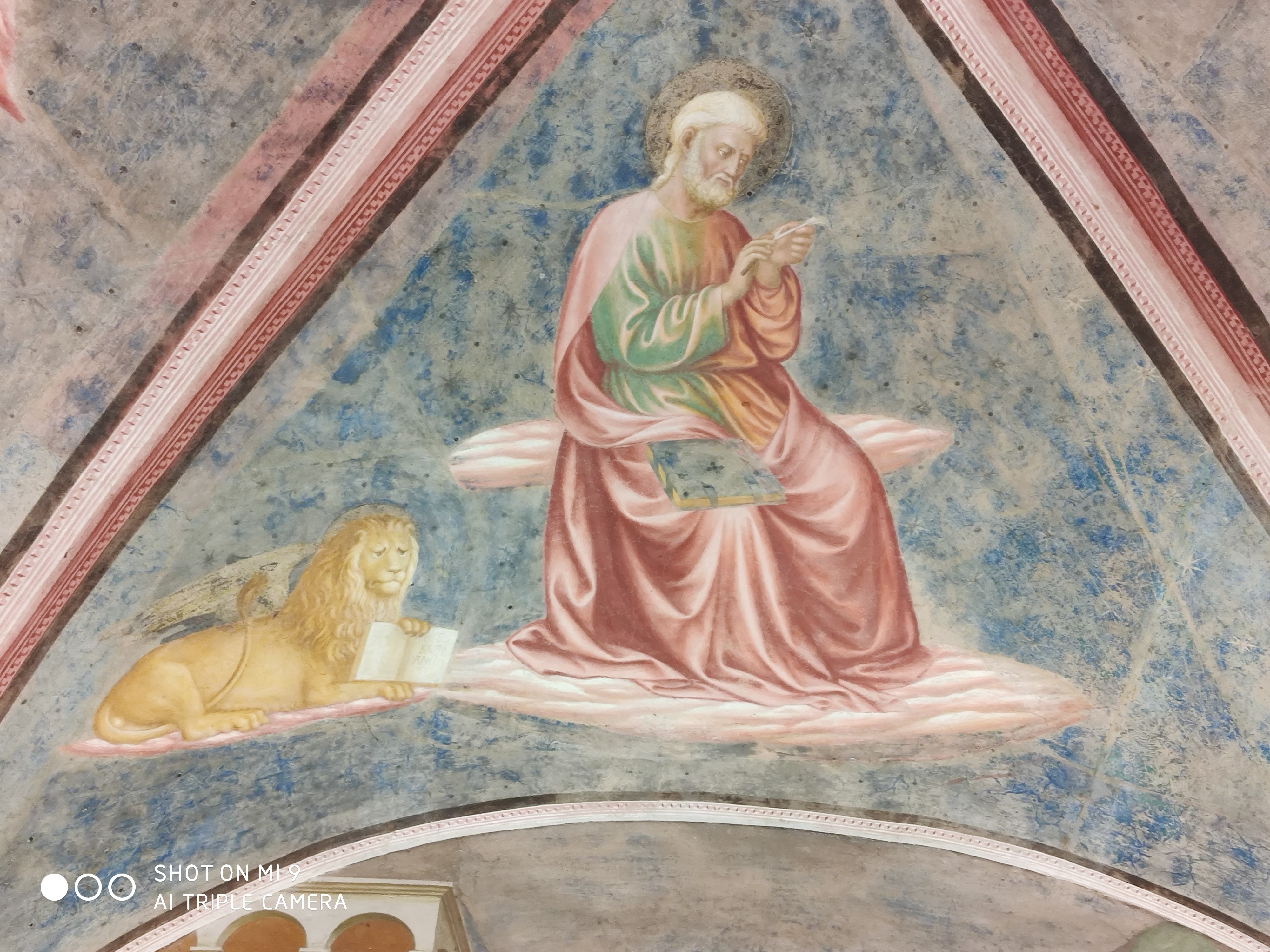
San Marco Evangelista con al fianco il suo simbolo. Affresco di Masolino da Panicale nel Battistero di Castiglione Olona (Varese) 1435

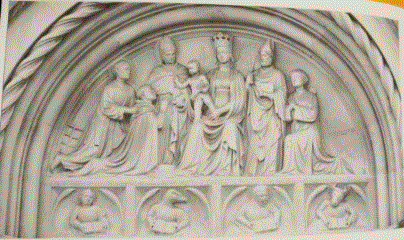
Lunetta del Portale di ingresso della Collegiata di Castiglione Olona. Nel fregio in basso i simboli dei 4 Evangelisti. 1428. Il terzo da sinistra (Leone) è il simbolo di San Marco Evangelista

San Marco evangelista (in ebraico מרקוס‎?; in greco Μάρκος?, Márkos; in greco antico: Μᾶρκος?, Mârkos; Cirene o Cipro, 7 circa – Alessandria d'Egitto, seconda metà del I secolo) è stato un discepolo dell'apostolo Paolo e, in seguito, di Pietro. Secondo la tradizione cristiana, è ritenuto l'autore del Vangelo secondo Marco. È venerato come santo da varie Chiese cristiane, tra cui quella cattolica, quella ortodossa e la copta, che lo considera proprio patriarca e primo vescovo di Alessandria.

## Biografia

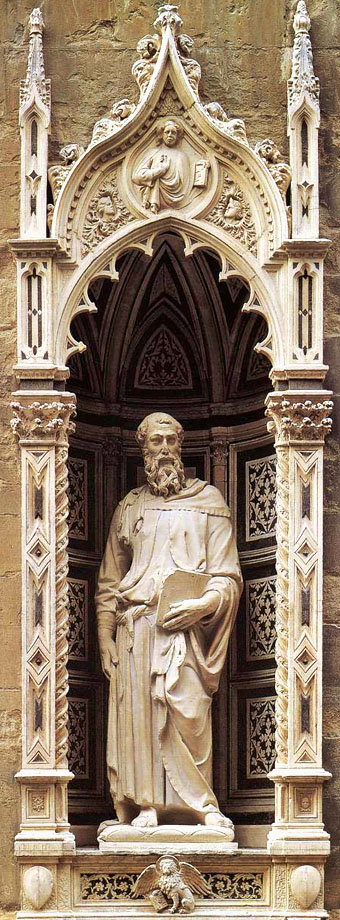
San Marco (1411-1413) di Donatello (Chiesa di Orsanmichele, Firenze)

### Fonti
Diverse informazioni sulla vita di Marco sono sparse nel Nuovo Testamento, sufficienti per tratteggiarne il quadro generale.
Altre informazioni sono contenute nella Storia ecclesiastica di Eusebio di Cesarea e negli Atti apocrifi di Marco, questi ultimi molto tardivi e quindi di incerta attendibilità. Esistono anche altri frammenti apocrifi che parlano di Marco, nonché due Martirio di Marco, uno in arabo e uno in etiopico.

### Giovinezza
Nacque in Palestina o a Cipro intorno all'anno 7. Poco o nulla si sa della sua giovinezza e della sua famiglia. Dal Nuovo Testamento è noto che era cugino di Barnaba (Lettera ai Colossesi 4,10) e che quindi era ebreo di stirpe levitica.

Negli Atti degli Apostoli vi è un primo riferimento preciso su di lui nell'episodio in cui si descrive la liberazione miracolosa di Pietro dalla prigione: 
Secondo il brano sua madre si chiamava dunque Maria e a quel tempo abitava nei pressi di Gerusalemme. Alcuni studiosi vedono perciò in Marco il figlio della vedova, proprietaria della casa in cui avvenne l'Ultima Cena e alcune apparizioni di Gesù successive alla sua morte. Si noti anche che Marco aveva due nomi, uno gentile e uno ebreo; quello ebreo era Giovanni. A quel tempo era un'usanza abbastanza comune tra gli israeliti: basti ricordare Paolo, che viene indicato anche con il nome di Saulo. In altri passi degli Atti viene chiamato o con il nome di Giovanni o con quello di Marco o con entrambi. Non è noto da alcuna fonte se conobbe direttamente Gesù, ma se abitava a quel tempo a Gerusalemme deve aver perlomeno sentito parlare di lui. Di sicuro è noto che, pochi anni dopo la morte del Maestro, gli apostoli e i discepoli si riunivano a casa di sua madre.

Il fatto che sia l'unico evangelista a menzionare la fuga di un giovinetto che seguiva da lontano gli avvenimenti della cattura di Cristo nell'orto degli ulivi ha fatto supporre che sia egli stesso questo giovinetto: 
Tale brano è stato comunque oggetto di speculazioni di ogni genere, e si è anche supposto che il giovane fuggito nudo potesse essere una figura puramente simbolica oppure - tra gli altri, oltre a Marco - Giovanni di Zebedeo o Giacomo il “fratello” di Gesù o un angelo o Gesù stesso. Il teologo Raymond Brown ritiene che "queste ipotesi siano null'altro che immaginativi voli di fantasia" e osserva altresì, oltre alla mancanza di alcuna prova in merito, come sia improbabile che il fuggitivo fosse uno dei Dodici sia perché "il versetto precedente indica che tutti i discepoli erano già fuggiti", sia perché "nella logica della narrativa sicuramente egli non avrebbe potuto andare all'Ultima Cena con gli altri discepoli di Gesù, indossando solo un lenzuolo [sindōn] per coprire la propria nudità".

### Età adulta
Dalla prima lettera di Pietro: 
 è riportato che si trovava a Babilonia, zona del Cairo, in Egitto, ove si trovava l'omonima fortezza e si sviluppò poi la Chiesa cristiana copta.
Il passo potrebbe però intendersi anche con la presenza di Marco a fianco di Pietro a Roma. Infatti, nel linguaggio dei primi cristiani, Babilonia indicava anche la Roma pagana e idolatra. La basilica romana di San Marco testimonia la presenza di Marco a Roma, visto che, secondo una tradizione, fu eretta sul luogo in cui sorgeva la casa in cui risiedette l'evangelista nel suo soggiorno nella capitale dell'impero. Essa si trova proprio di fronte al Campidoglio, nel centro dell'antica Roma, e non come l'abitazione di Paolo, nel ghetto ebraico sulla sponda del Tevere. Secondo Eusebio, Pietro e Marco giunsero a Roma per la prima volta "al principio del Regno di Claudio" (Hist. eccl., II, 14.6) e, quindi, nel 41 d.C. Il fatto che Pietro, nella sua lettera, chiami "mio figlio" l'evangelista, fa pensare che debba aver ricevuto il battesimo dallo stesso principe degli apostoli.

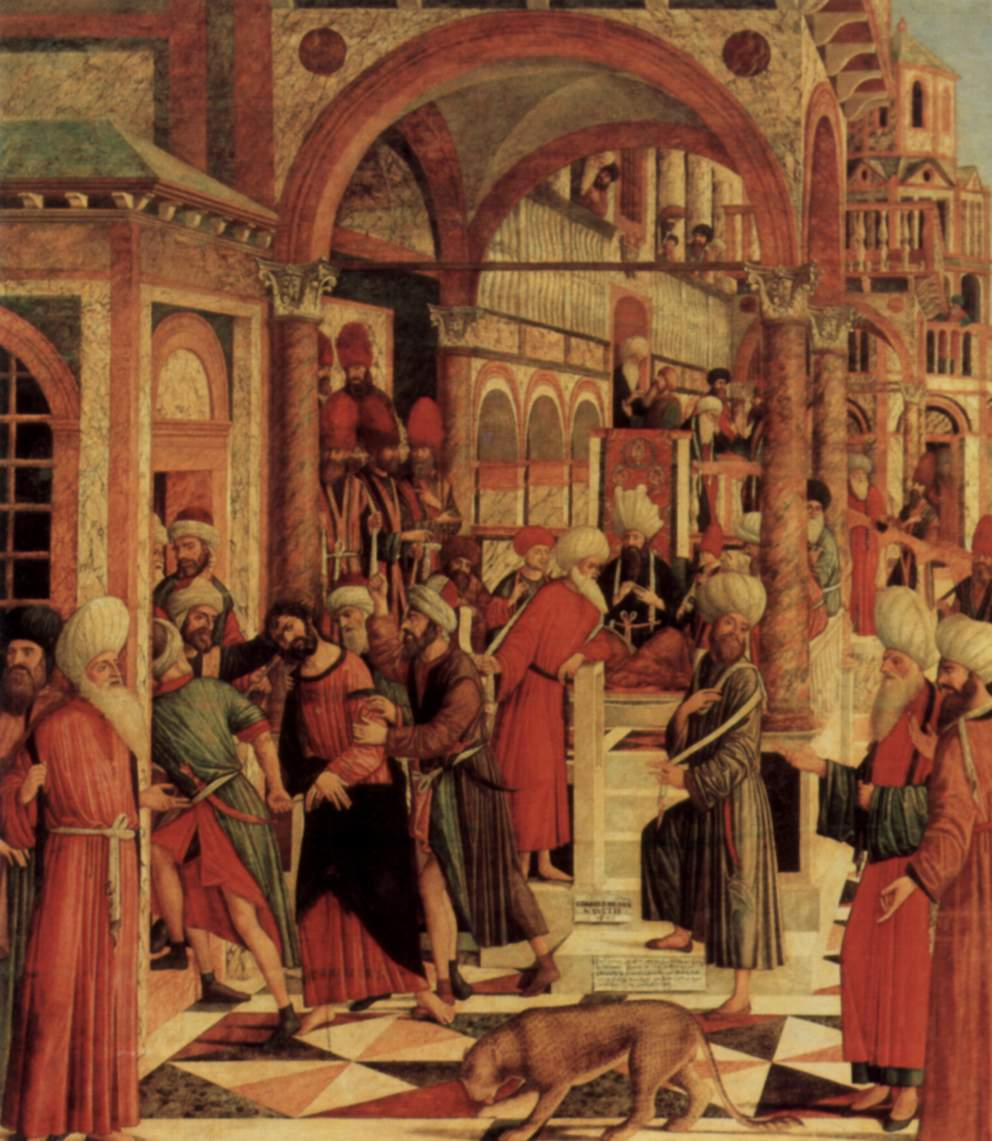
San Marco trascinato nella Sinagoga (1499), opera di Giovanni di Niccolò Mansueti (Vaduz, Fürstlich Liechtensteinische Gemäldegalerie)

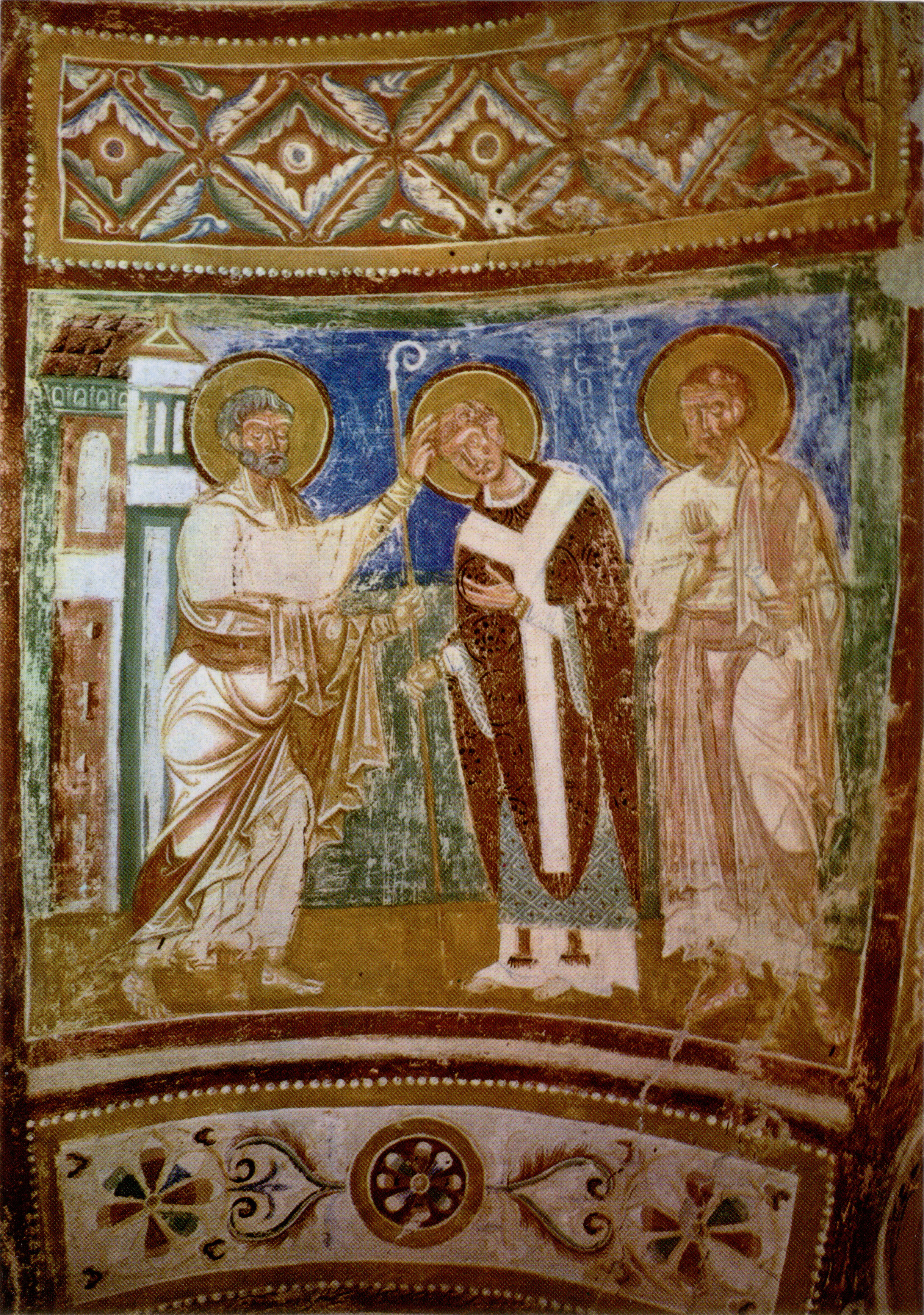
Basilica di Aquileia, Cripta degli Affreschi, San Marco presenta Sant'Ermacora a San Pietro

Dagli Atti si apprende che partì insieme a Paolo e a suo cugino per Antiochia. Viene indicato come aiutante di Paolo quando egli predicava a Salamina (Cipro) (Atti 13,5). In seguito, lo stesso libro ci riferisce che abbandonò Paolo, forse spaventato dalle tremende fatiche degli spostamenti dell'apostolo o dalla crescente ostilità che lo stesso incontrava. 

In seguito alla sua defezione Paolo, partendo per consolidare le chiese della Siria e della Cilicia, si scelse come compagno Sila, mentre Marco partì con suo cugino per Cipro (Atti 15,37.41). Questo accadde nel 52. Negli Atti queste sono le ultime indicazioni sull'evangelista. In seguito, Paolo dovette dimenticare questi dissidi in quanto si ritrova Marco a fianco dell'apostolo a Roma nel 62-64, secondo quanto riportato da una lettera di Paolo: 

Qualche anno più tardi lo si ritrova in compagnia di Pietro, che lo cita nella sua prima lettera come indicato in precedenza. Questo dimostra la sua grande attività svolta negli anni cinquanta non solo a Cipro. Forse era rientrato in oriente prima della persecuzione scatenata da Nerone nel 64, ma Paolo nel 66 lo rivolle con sé. Come indicato nella sua lettera a Timoteo: 
Dopo la morte a Roma del principe degli Apostoli, non vi sono più notizie certe su Marco. La tradizione lo vuole evangelizzatore in Egitto e fondatore della Chiesa di Alessandria, della quale sarebbe stato il primo vescovo.

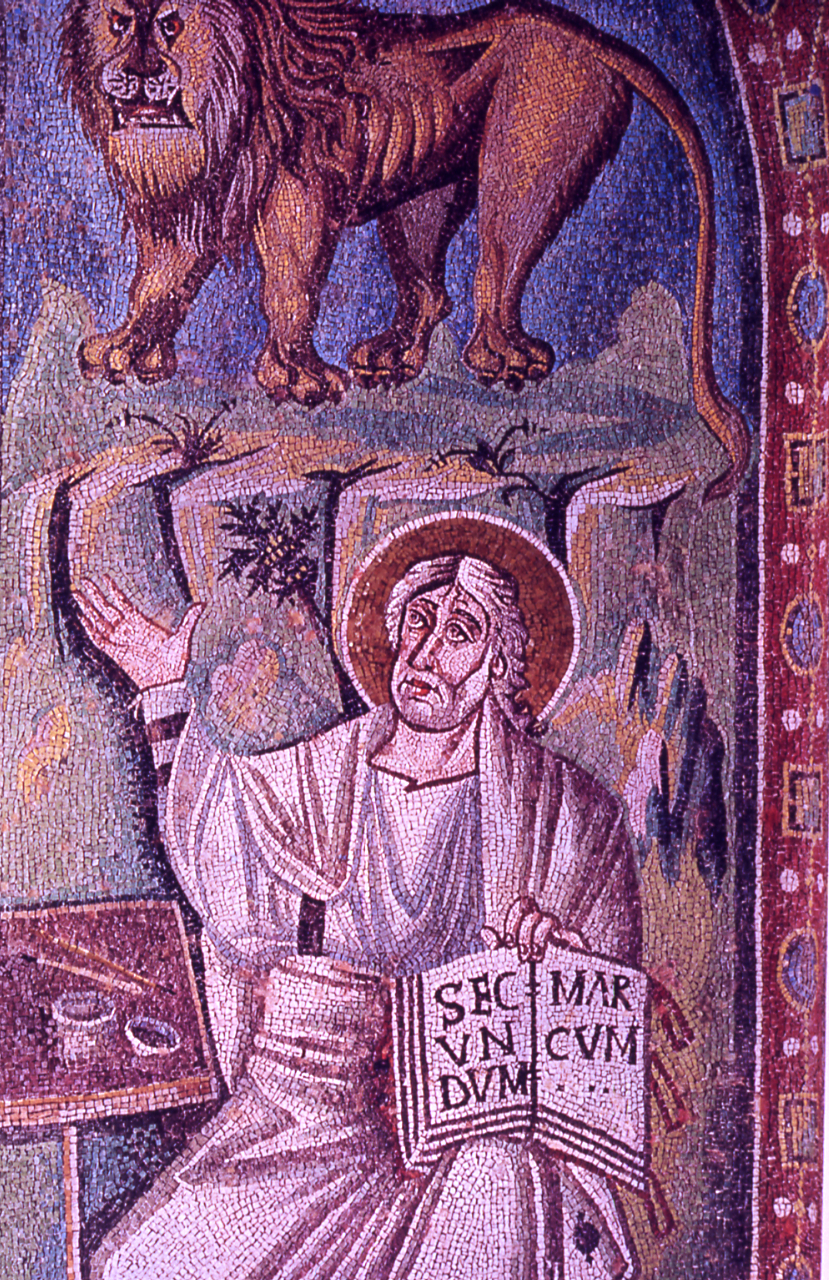
San Marco (dettaglio), mosaico nella Basilica di San Vitale, Ravenna. Foto di Paolo Monti, 1972.

La tradizione cristiana attribuisce, inoltre, a Marco la stesura del vangelo che oggi porta il suo nome, benché secondo alcuni studiosi, anche cristiani, il vangelo sarebbe anonimo e non scritto da un testimone oculare. Tale attribuzione a Marco, secondo alcuni, troverebbe proprio riscontro in indizi che sembrano confermare che l'autore fosse un discepolo di Pietro; il teologo e sacerdote cattolico Raymond Brown evidenzia comunque che, tra gli studiosi, "pochi oggi accetterebbero questa spiegazione" anche perché "il processo formativo dei Vangeli necessitò decenni di predicazioni e insegnamenti, dando forma a singoli elementi e a collezioni di storie di miracoli, detti, parabole, etc...".
Altra tradizione vuole che Marco, prima di rientrare in Egitto, fosse stato inviato da Pietro nella metropoli alto-adriatica di Aquileia (capoluogo della Regione Venetia et Histria), per curare l'evangelizzazione dell'area nord-est. A Marco si deve la scelta del primo vescovo della chiesa-madre di Aquileia (Ermagora, associato sempre al suo diacono Fortunato). Nella Basilica di Aquileia (la cui cripta è affrescata con il ciclo della predicazione di san Marco) e poi nella sede patriarcale di Cividale del Friuli si conservava il Vangelo di San Marco, attribuito dalla tradizione alla stessa mano dell'evangelista. Il testo (in realtà tardivo) è denominato Evangelarium Forojuliense ed è oggi ripartito in tre parti: una conservata nel Museo archeologico nazionale di Cividale; la seconda nell'archivio capitolare del Duomo di Praga (dono del Patriarca di Aquileia Nicola di Lussemburgo al fratellastro Carlo IV, Sacro Romano Imperatore nel XIV secolo); la terza nella Biblioteca Marciana di Venezia (preda di guerra dopo la conquista del Friuli da parte della Serenissima, nel 1420).

### Morte

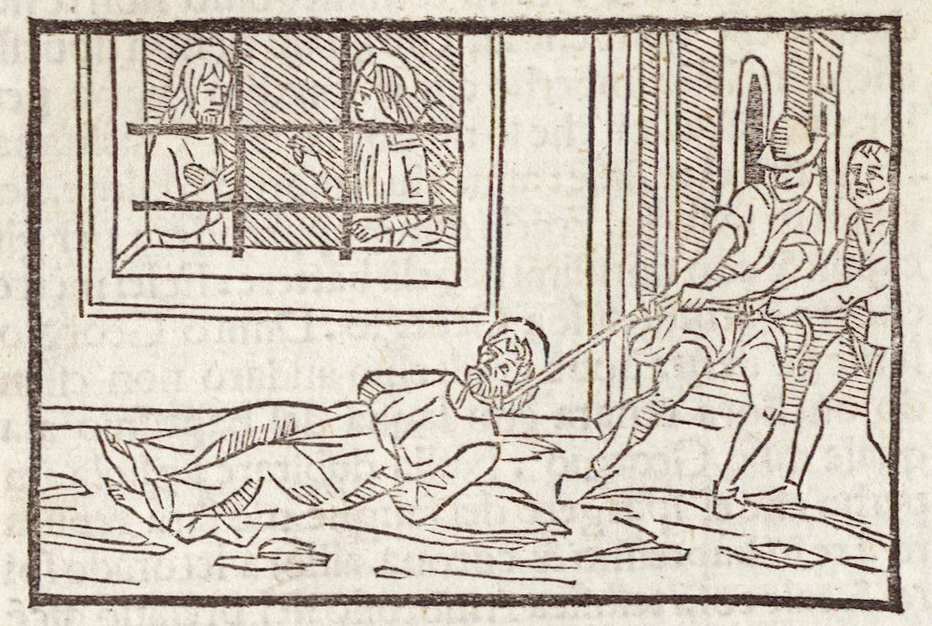
Il martirio di Marco nella Legenda Aurea (1497)

Non vi sono notizie certe su dove, come e quando Marco morì. Eusebio sostiene che la sua morte avvenne ad Alessandria d'Egitto, dove venne martirizzato facendone trascinare il corpo per la città. Tale versione dei fatti viene riportata anche nella Legenda Aurea.

### Reliquie
Le spoglie del Santo sarebbero state sepolte originariamente ad Alessandria d'Egitto. Nell'anno 828 furono trafugate con uno stratagemma da due mercanti veneziani, Buono da Malamocco e Rustico da Torcello, e trasportate, dopo essere state nascoste in una cesta di ortaggi e di carne di maiale, a Venezia, dove pochi anni dopo venne dato inizio alla costruzione della Basilica intitolata al santo. La primitiva chiesa venne poco dopo sostituita da una nuova nell'832 e ricostruita nuovamente nel 978 (per ovviare alla distruzione a seguito di un incendio scoppiato durante una rivolta nel 976).
Nel 1063, il doge Domenico I Contarini commissionò la costruzione della basilica attuale: i resti delle precedenti costruzioni furono trasformate in cripta e la nuova basilica venne costruita sopra di essa. La consacrazione della Basilica di Venezia dedicata a San Marco avvenne il 25 aprile 1094. Va osservato che nel frattempo si era persa memoria del luogo esatto ove fossero custodite le reliquie dell’Evangelista (nascoste per timore che venissero trafugate). Leggenda vuole che dopo la Messa di consacrazione della basilica, celebrata dal vescovo, si spezzò il marmo di rivestimento di un pilastro della navata destra, a lato dell’ambone e al suo interno comparve la cassetta contenente le reliquie, mentre un profumo dolcissimo si spargeva per la Basilica. Il 6 maggio 1811 le reliquie vennero ispezionate. Il 26 agosto 1835 il patriarca Jacopo Monico ne fece solenne esumazione e le trasferì in una posizione più sicura, visto il rischio di allagamento della cripta.
Un frammento delle reliquie è conservato nella chiesa di San Marco in Città a Cortona, in Toscana, che condivide con Venezia lo stemma comunale del leone alato e il patronato. Nella cattedrale di San Marco al Cairo, principale chiesa copta ortodossa d'Egitto, si conservano alcune reliquie trasportate dalla Basilica di San Marco a Venezia.
È stato ipotizzato che i resti conservati nella basilica veneziana possano essere invece quelli di Alessandro Magno in quanto nella sepoltura del Corpo del Santo sarebbe stata impiegata una lastra decorata con una panoplia nella quale spiccherebbe il simbolo argeade del Sole di Verghina.  Questa lastra sarebbe stata portata da Alessandria d'Egitto assieme al corpo del Santo. La questione è da tempo risolta in quanto la lastra è risultata essere di trachite di Trieste, non africana, e l'esame della stessa l'ha ricondotta ad una sepoltura di un milite romano tra I secolo a.C. e II d.C.

## Culto
Il culto di san Marco, per l'importanza religiosa rivestita dalla condizione di evangelista, è estremamente diffuso e capillare tra le Chiese cristiane. La sua figura è centrale per le Chiese orientali d'Egitto, derivate dall'antico patriarcato di Alessandria, per i patriarcati italiani (oggi soppressi) di Aquileia e di Grado, e per il patriarcato di Venezia loro erede, nella cui chiesa cattedrale, la basilica di San Marco, è tuttora conservato il corpo del santo.
La festa liturgica è il 25 aprile, in occasione della ricorrenza del martirio. Nell'antica Repubblica di Venezia, erano dedicati a san Marco anche il 31 gennaio, ricordo della traslazione a Venezia delle reliquie, e il 25 giugno, data del rinvenimento, nel 1094, del luogo in cui esse erano state occultate (secondo la leggenda, dentro un pilastro).

### Patronati
San Marco è patrono dei notai, degli scrivani, dei vetrai, dei pittori su vetro, degli ottici.
San Marco è patrono dei seguenti comuni italiani:
- Baucina PA
- Boretto RE
- Buttigliera Alta TO
- Caerano di San Marco TV
- Casirate d'Adda BG
- Campochiaro CB
- Camporotondo di Fiastrone MC
- Cassola VI
- Castelbellino AN
- Cavernago BG
- Cellino San Marco BR
- Chianchetelle AV compatrono
- Ciserano BG compatrono
- Civezza IM
- Conco VI compatrono
- Creazzo VI
- Crespano del Grappa TV compatrono

- Fossalta Maggiore Di Chiarano TV
- Fagarè della Battaglia TV
- Foresto Sparso BG
- Futani SA
- Gambellara VI
- Gardone Val Trompia BS
- Latina compatrono
- Licusati SA
- Manocalzati AV
- Mantello SO
- Pacentro AQ compatrono
- Palmanova UD compatrono
- Pallare SV
- Petriolo MC
- Pieve a Nievole PT
- Ponzano di Fermo FM
- Pordenone
- Portobuffolé TV

- Pramaggiore VE
- Rionero in Vulture PZ
- Rovereto TN compatrono
- San Marco dei Cavoti BN
- San Marco Evangelista CE
- San Marco di Teano CE
- San Marco Argentano CS
- San Marco d'Alunzio ME compatrono
- San Marco in Lamis FG compatrono
- San Marco di Castellabate SA
- Servigliano MC
- Sonnino LT
- Taleggio BG
- Transacqua TN
- Torricella TA
- Valsecca BG
- Venezia
- Vertova BG

## Iconografia

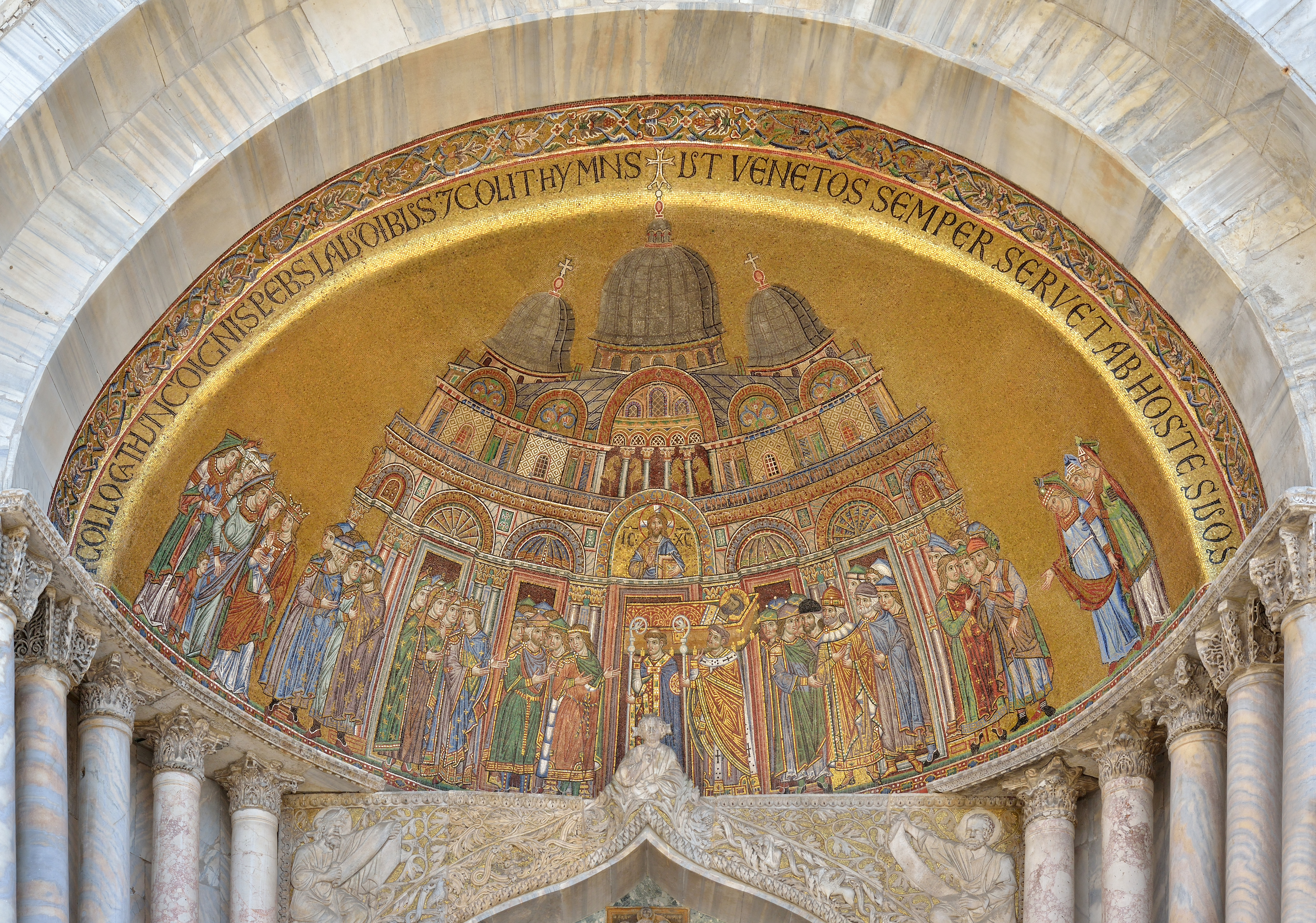
Arrivo delle reliquie di San Marco a Venezia, mosaico della Basilica San Marco

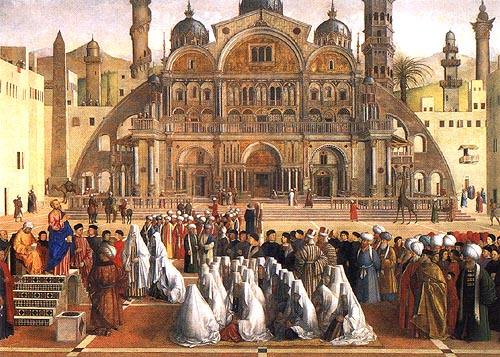
Dettaglio dalla Predica di san Marco ad Alessandria d'Egitto di Gentile Bellini, ca. 1507, alla Pinacoteca di Brera a Milano.

La raffigurazione di san Marco compare sin dalla prima arte cristiana, assieme a quella degli altri Evangelisti. San Girolamo (IV secolo) argomentò come si possano associare i quattro evangelisti con i simboli del "tetramorfo" che compaiono nelle profezie di Ezechiele, riprese poi nelle visioni dell'Apocalisse:
Nell'iconografia dell'inizio del V secolo (come si osserva ad esempio nei mosaici della Basilica di Santa Pudenziana a Roma) furono tali simboli ad essere rappresentati al posto dei quattro santi: san Marco vi appare come leone alato.
Già nell'arte bizantina, tuttavia, alcuni mosaici, ad esempio in quelli della Basilica di San Vitale a Ravenna, raffiguravano i quattro evangelisti in forma umana, con in mano il Vangelo e con a fianco i loro simboli. Tale iconografia divenne diffusissima nell'arte romanica, poi in quella gotica. Nelle chiese di tale periodo i quattro santi vennero molto spesso effigiati nelle vele delle volte a crociera, seduti allo scrittoio, intenti alla stesura dei vangeli; talvolta si affiancano a essi i quattro Dottori della Chiesa. Troviamo anche talvolta (ad es. nei bassorilievi che ornano il Battistero di Parma) la raffigurazione dei quattro santi in forme mostruose, ove su un corpo umano alato si erge la testa del loro simbolo.
Le figure degli evangelisti, e tra esse quella di Marco, compaiono poi nelle rappresentazioni degli apostoli che troviamo in ogni espressione dell'arte sacra cristiana. Alcune pale d'altare esprimono una speciale devozione per san Marco, come la celebre tela di Tiziano raffigurante San Marco in trono nella Basilica di Santa Maria della Salute a Venezia.
La narrazione della vita dei santi costituì come noto un impegno costante dell'arte sacra. Per quanto attiene san Marco, patrono di Venezia, si trovano già raffigurate scene della sua vita nei mosaici della Basilica di San Marco (XIII secolo). Nel periodo rinascimentale gli episodi narrati nella Leggenda Aurea divennero soggetto per numerosi capolavori eseguiti da artisti della scuola veneta. Tra i maggiori esempi la grande tela di Gentile e Giovanni Bellini raffigurante la Predica di san Marco ad Alessandria e anche le quattro tele di Tintoretto eseguite per la Scuola di San Marco a Venezia, aventi per soggetto Il miracolo di san Marco che libera uno schiavo, San Marco salva un saraceno, Trafugamento del corpo di san Marco, Il ritrovamento del corpo di san Marco.

## Immagini artistiche di San Marco

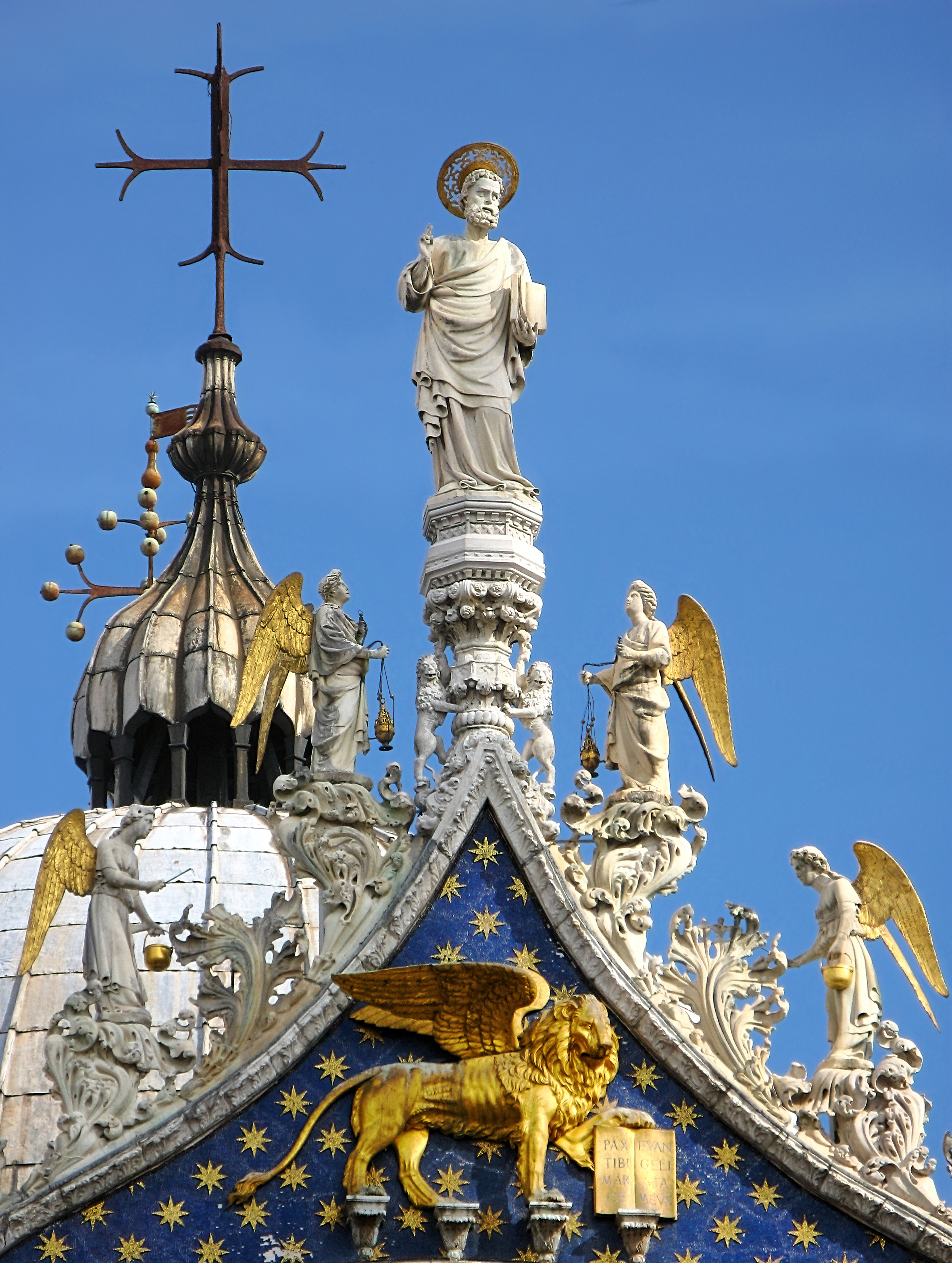
San Marco Evangelista, Basilica di San Marco a Venezia
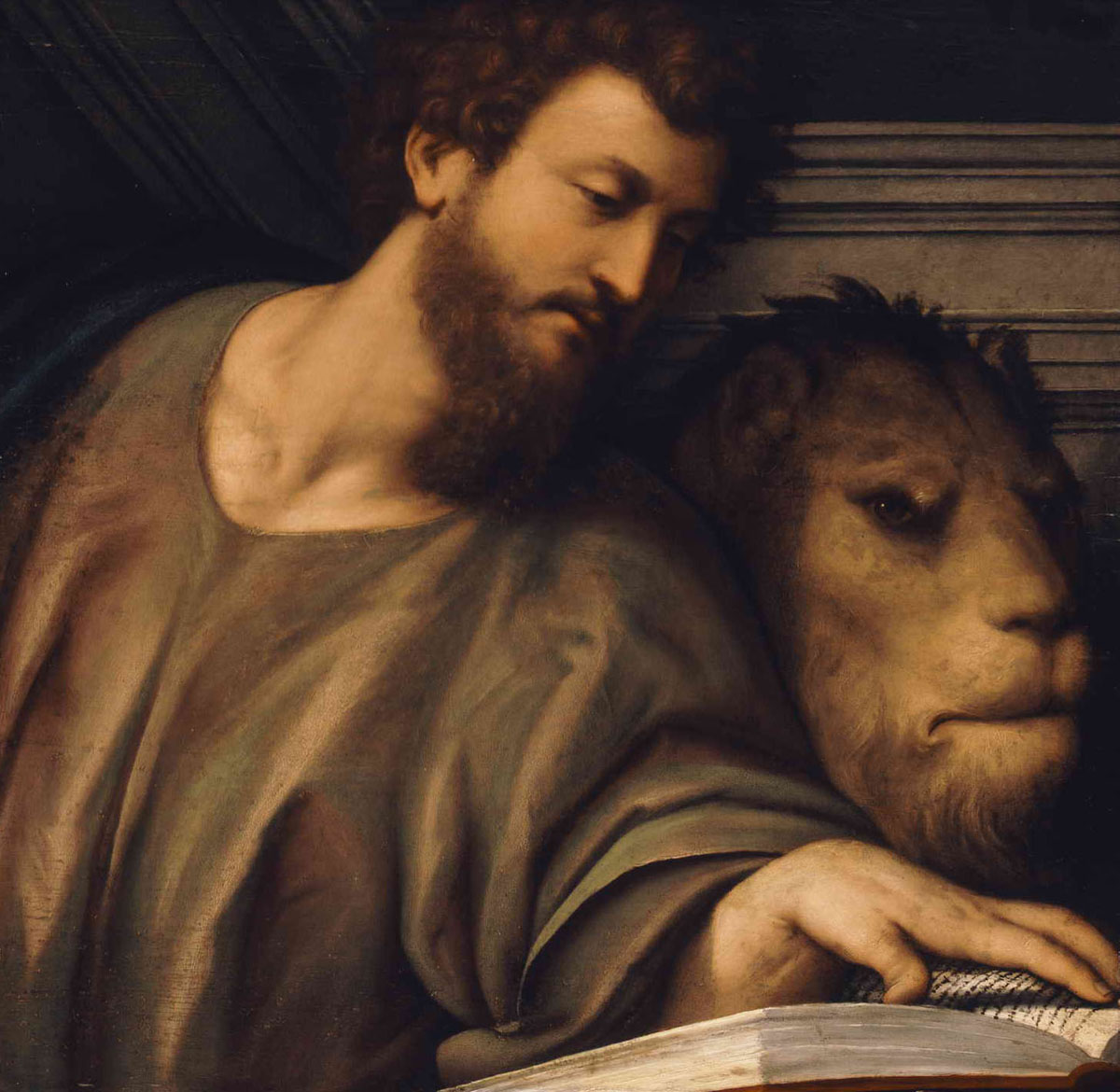
San Marco Evangelista, Il Pordenone, Museo di belle arti, Budapest
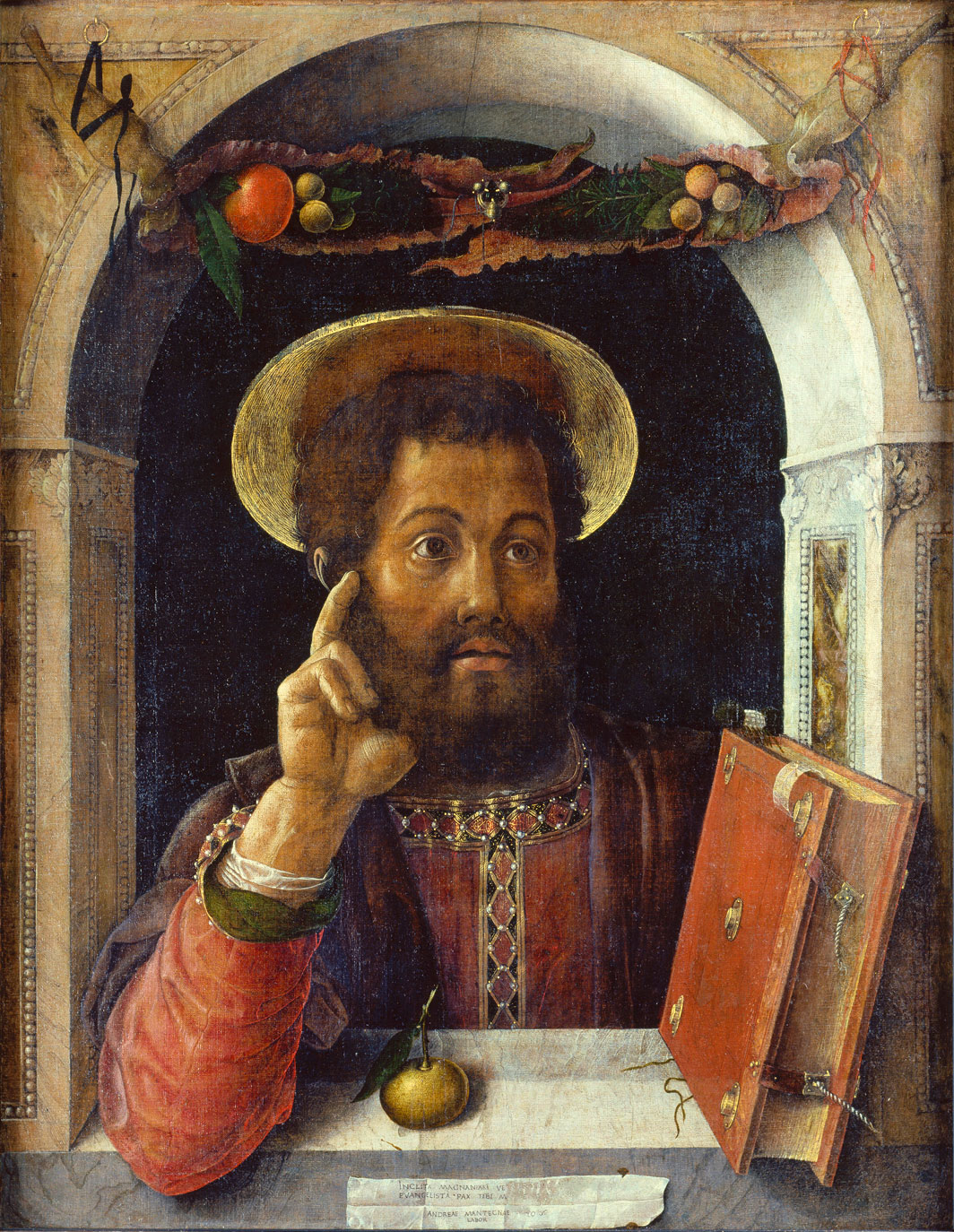
San Marco Evangelista, di Andrea Mantegna, Städelsches Kunstinstitut, Francoforte sul Meno
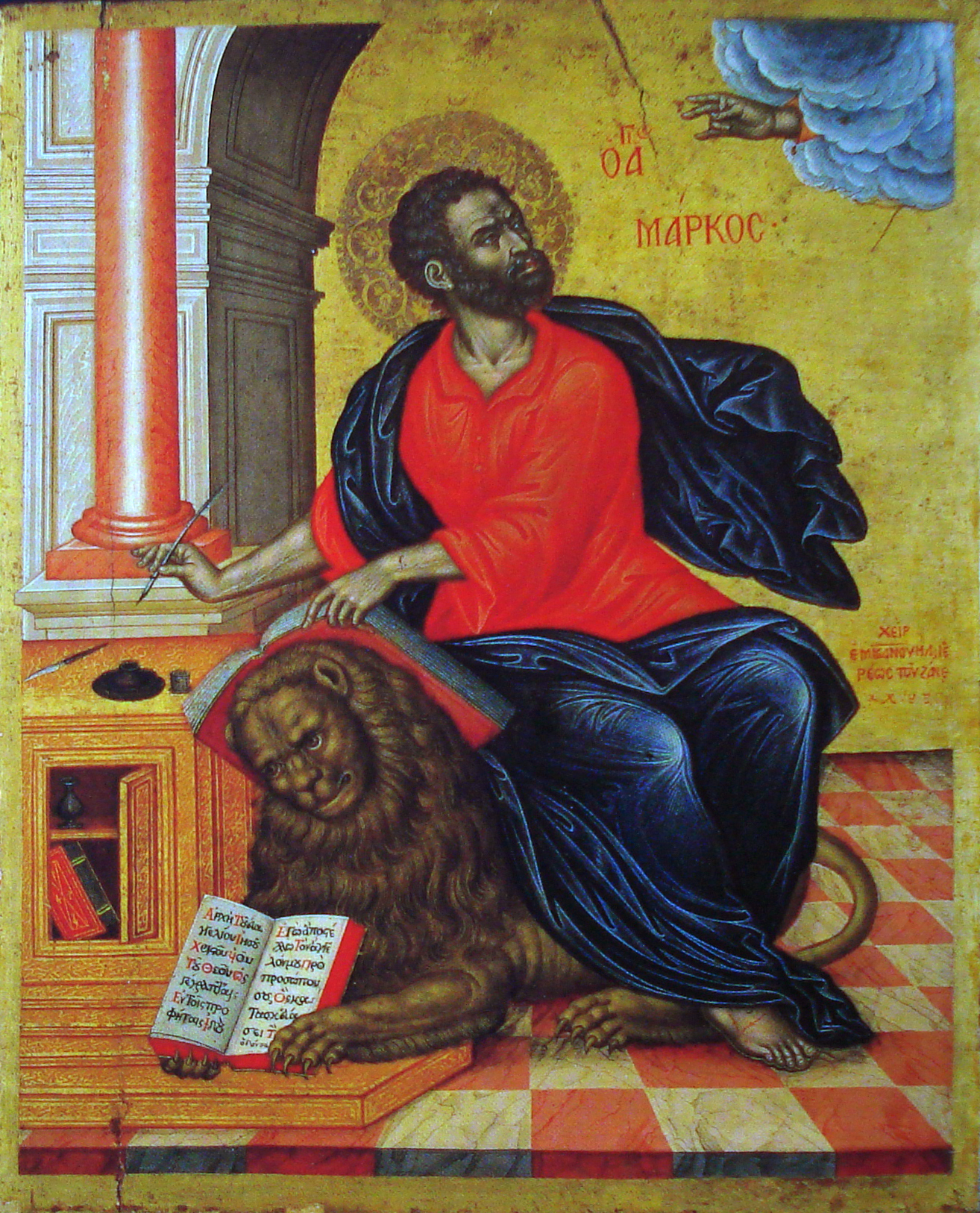
Emmanuel Tzanes, San Marco Evangelista, 1657, Museo Benaki, Atene
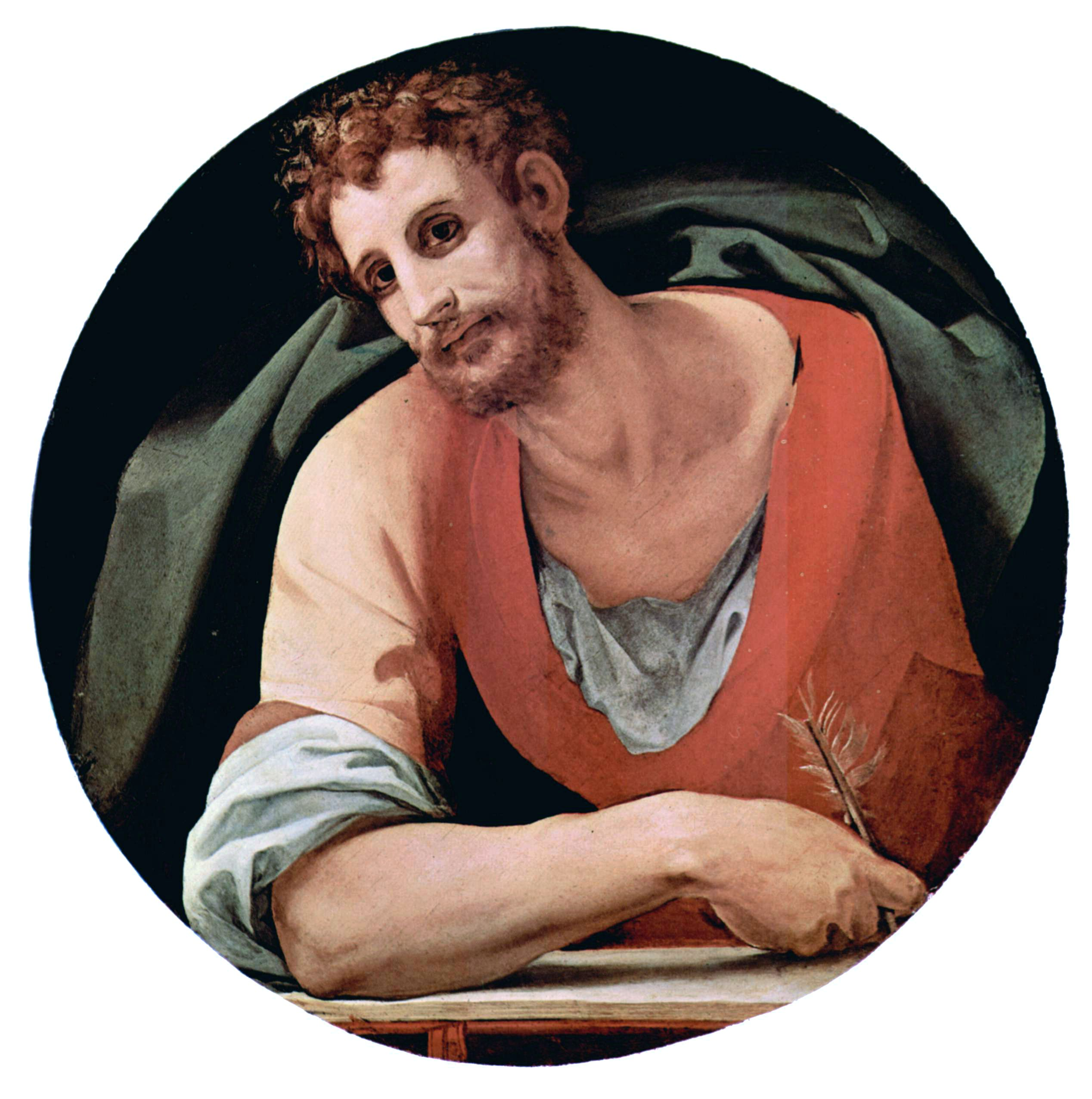
San Marco Evangelista, di Angelo Bronzino, Chiesa di Santa Felicita (Firenze)
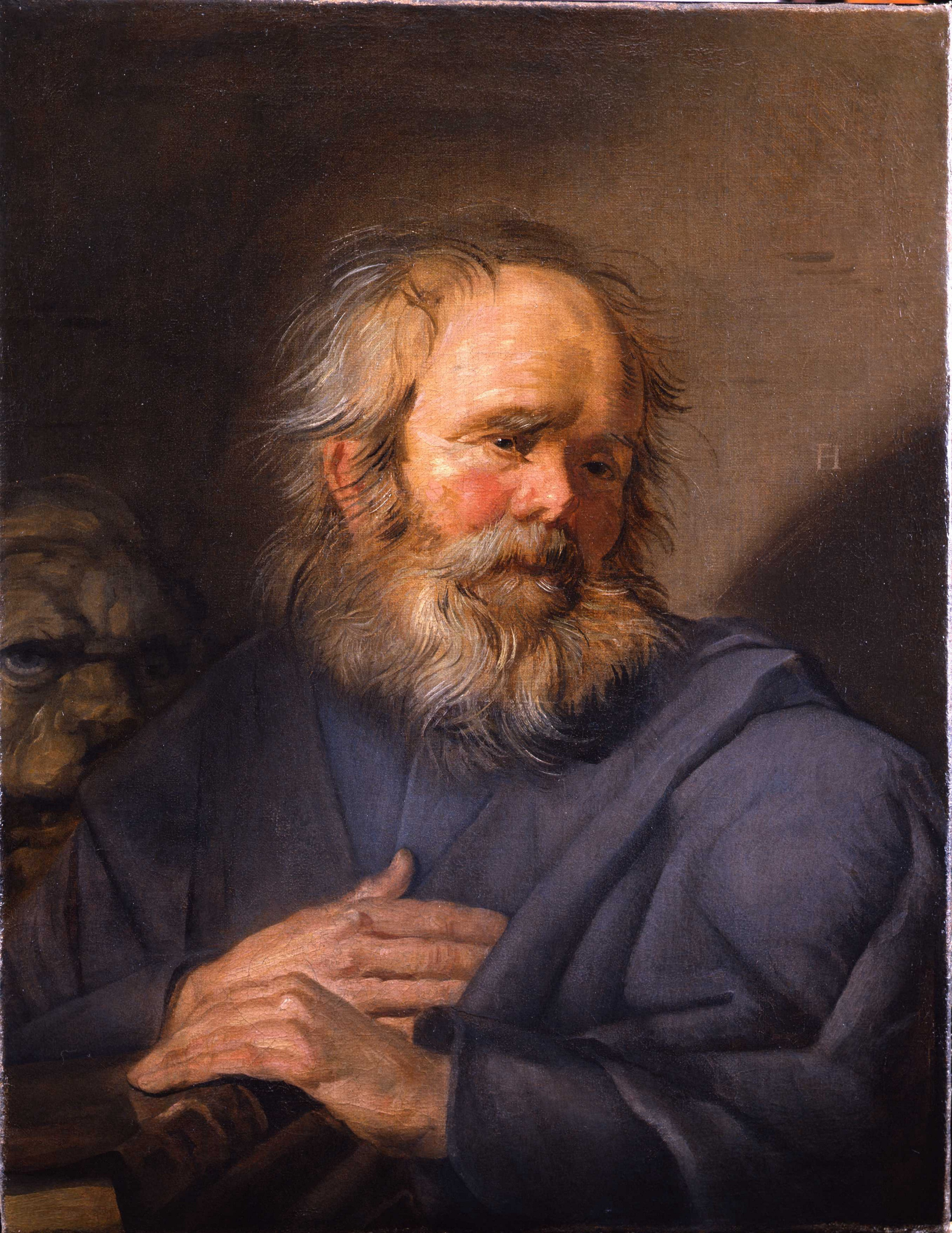
San Marco Evangelista, di Frans Hals, Museo Puškin delle belle arti, Mosca
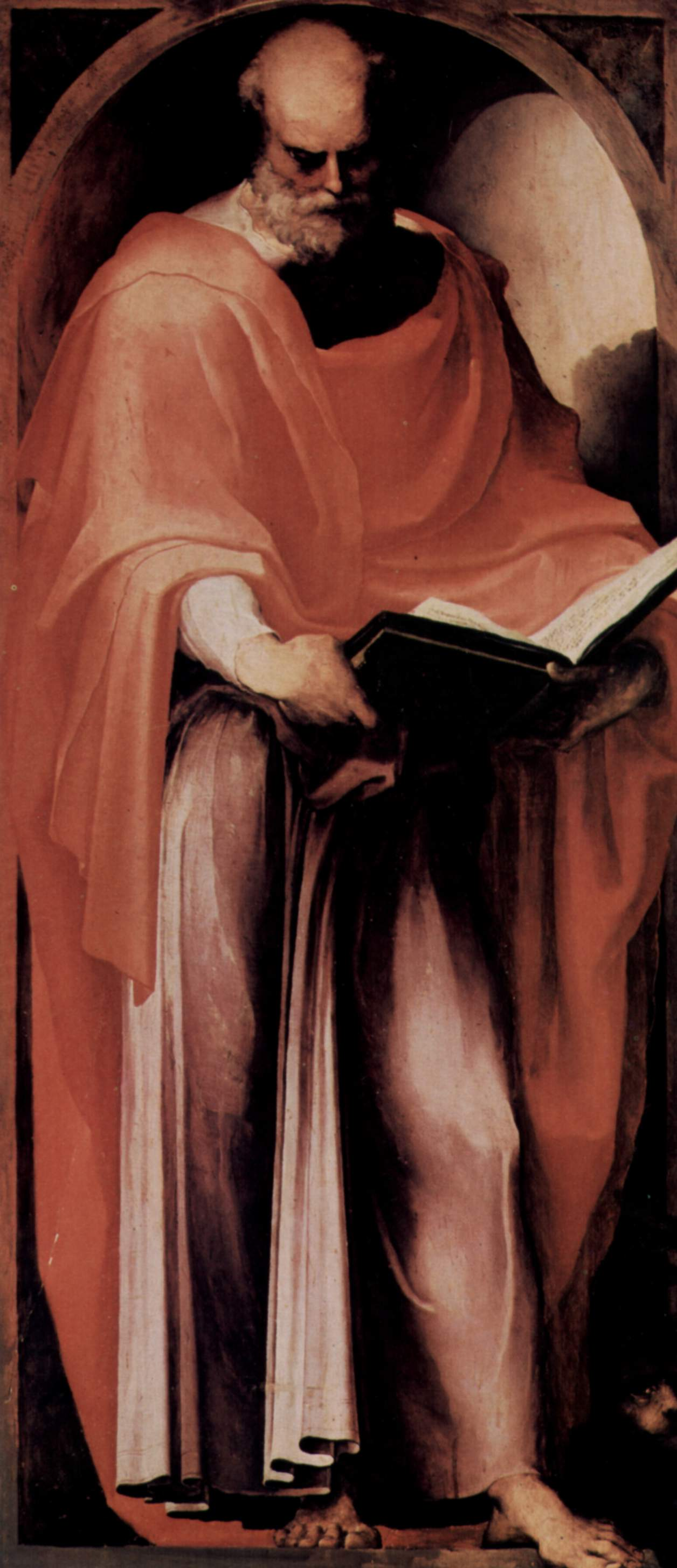
San Marco Evangelista, di Domenico Beccafumi, Duomo di Pisa
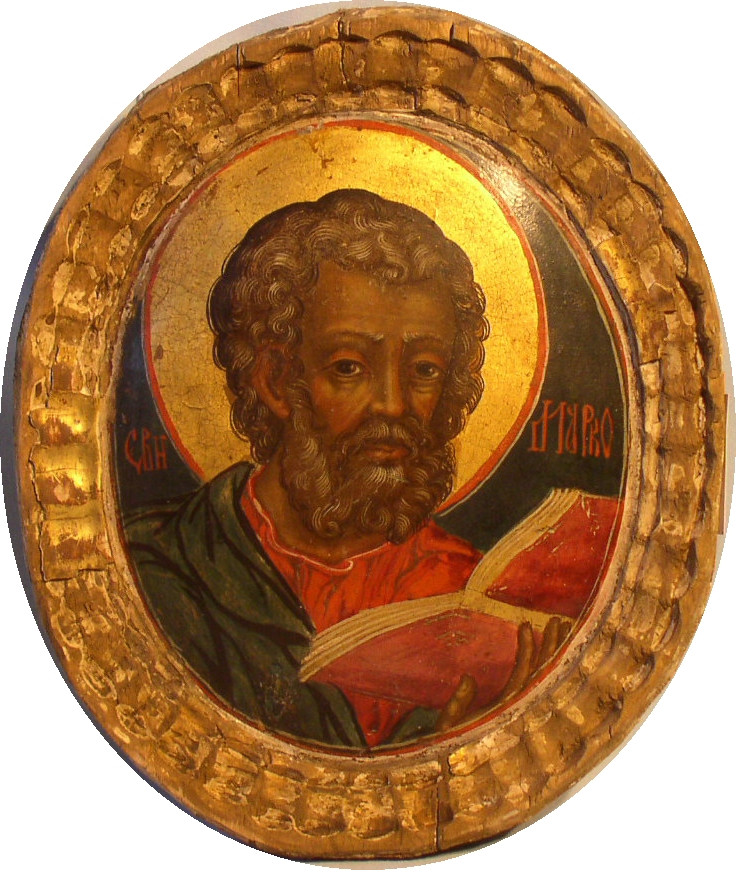
San Marco Evangelista, icona russa di anonimo
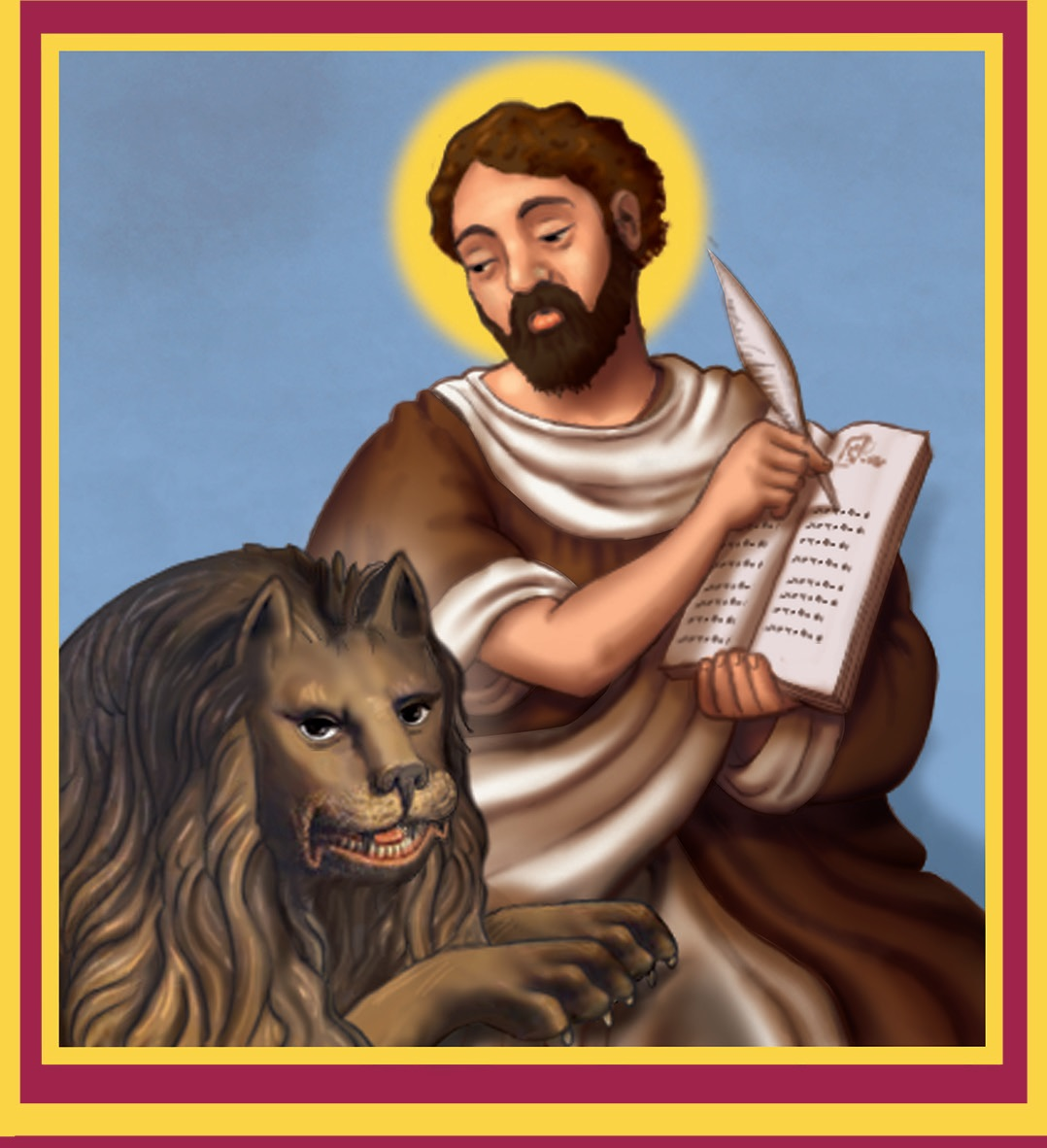
San Marco Evangelista, nella Bandiera Contarina
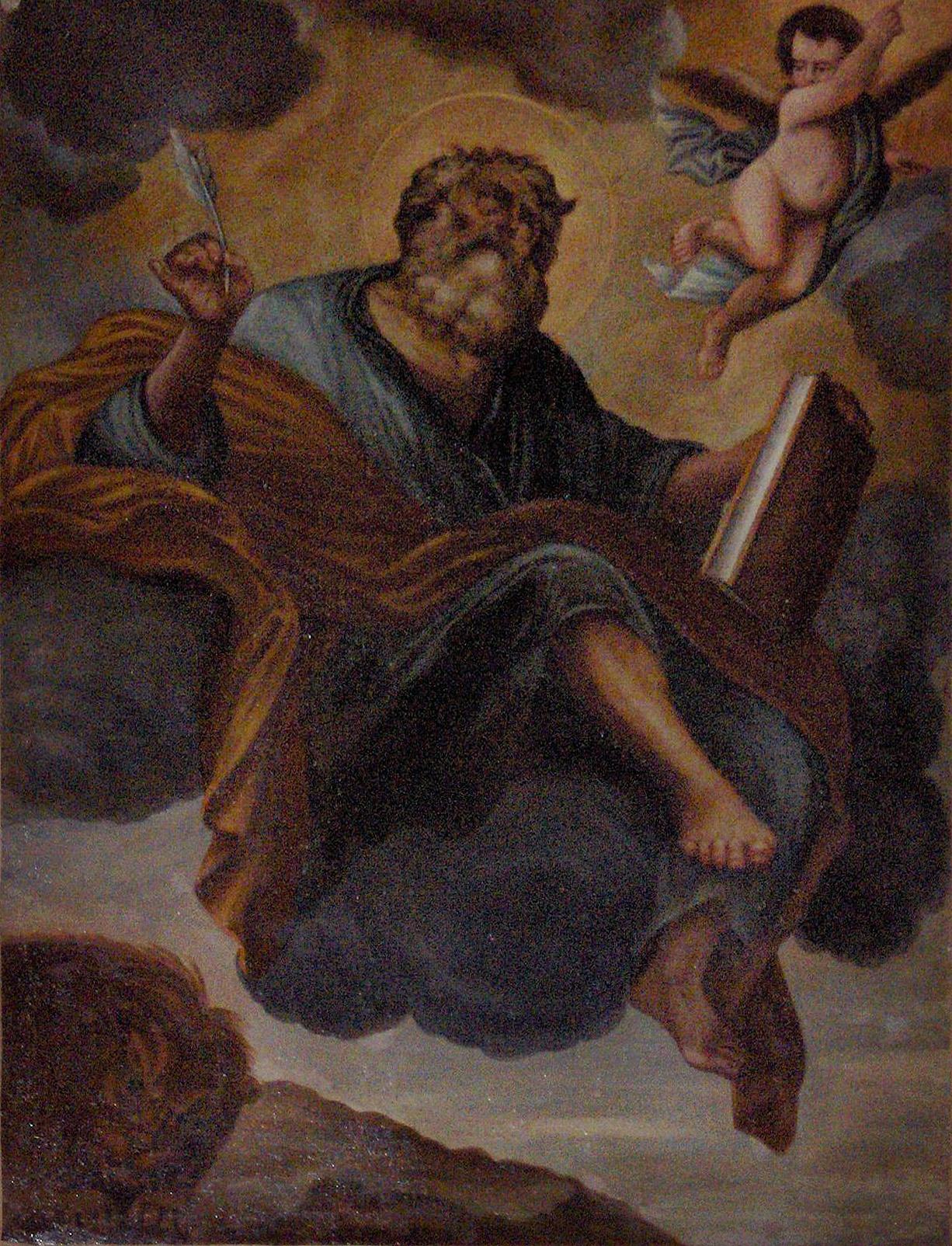
San Marco Evangelista

### Simbolo del leone

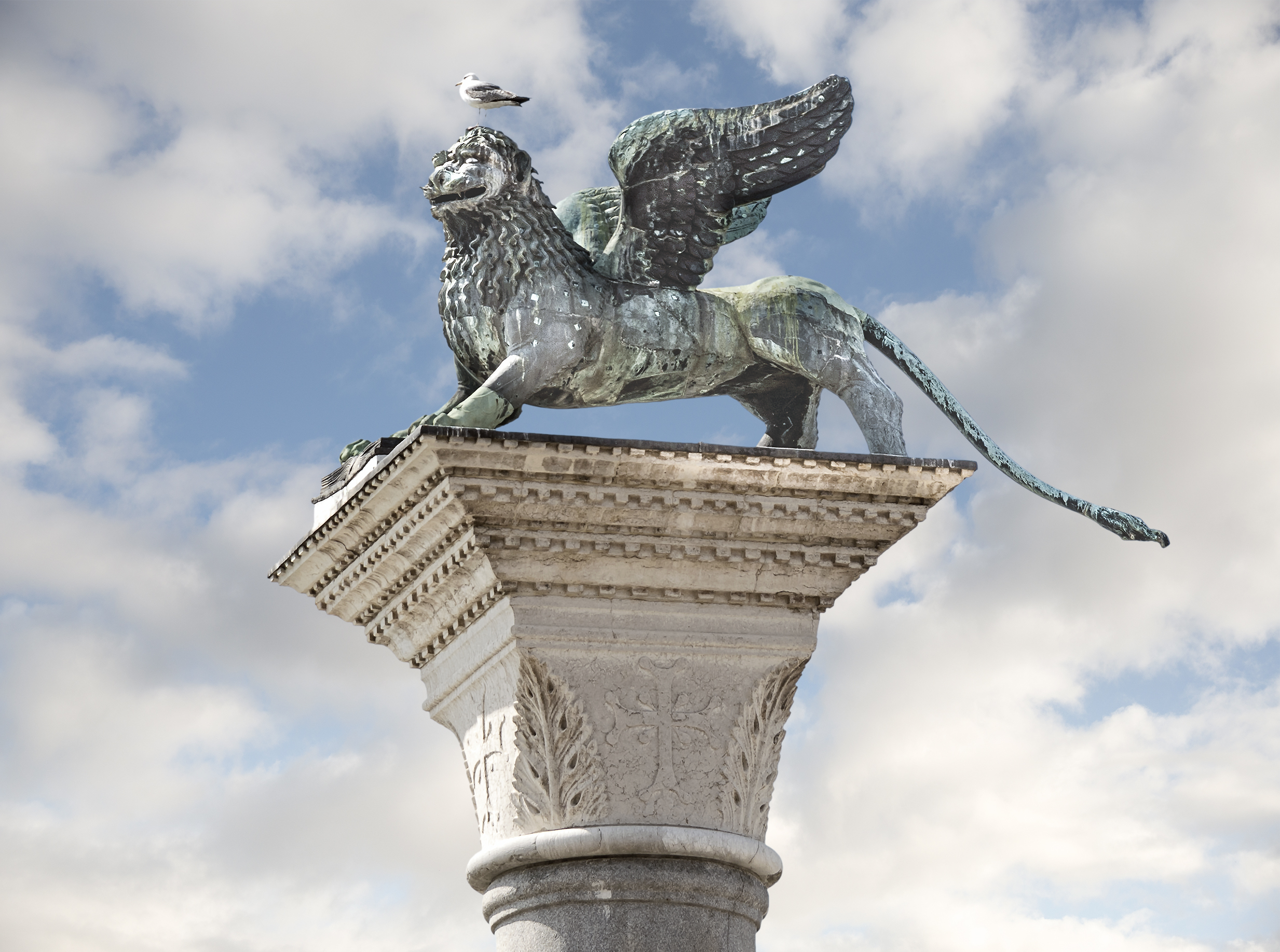
Il Leone di San Marco a Venezia

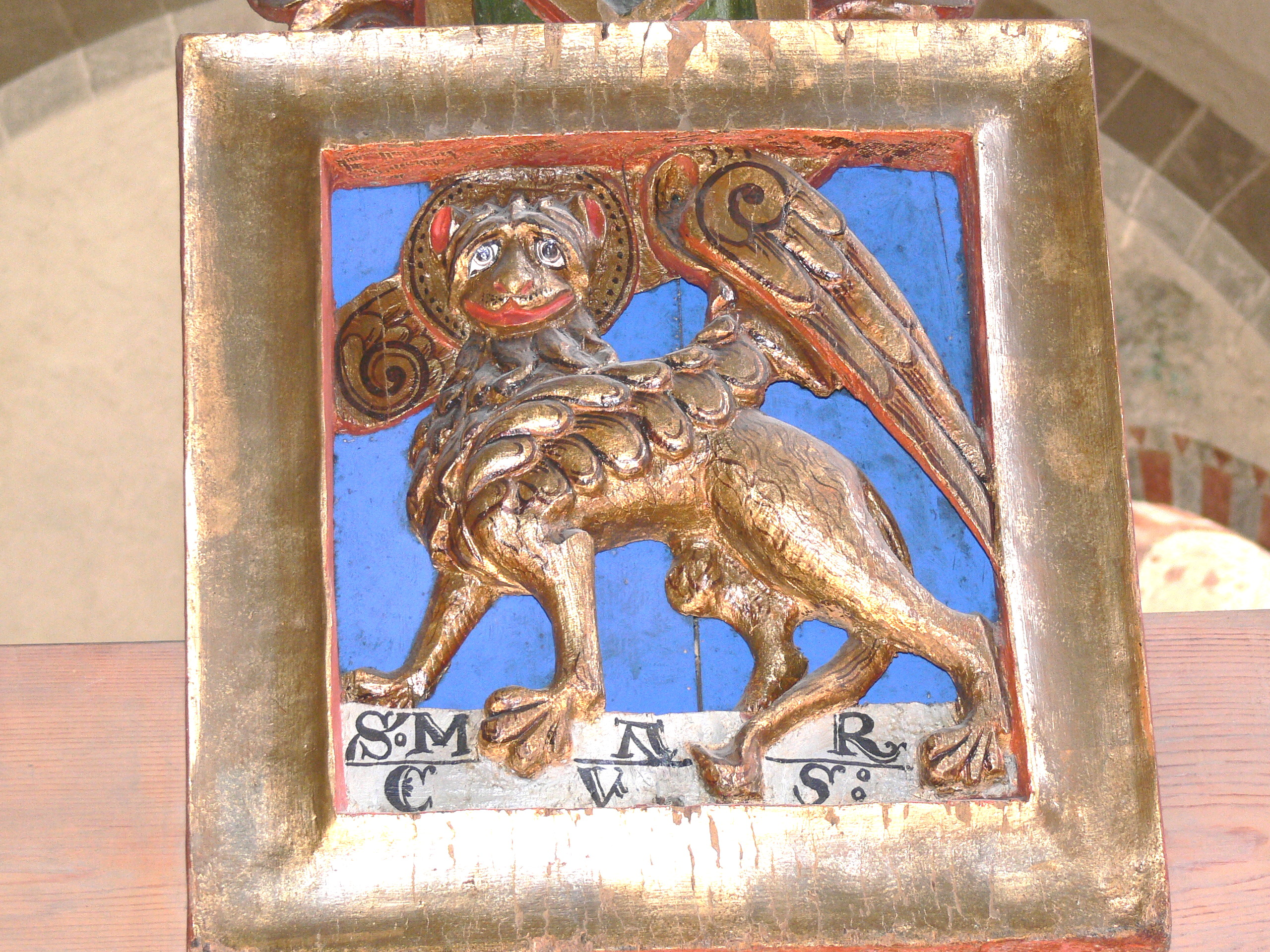
Il Leone di San Marco a Gotland

Tutti e quattro gli evangelisti hanno un simbolo iconico che generalmente viene raffigurato vicino o al posto del santo nelle pitture e nelle sculture. Questi simboli sono associati al Vangelo proprio del santo e al verso dell'Apocalisse 4,7, dove vengono descritti quattro esseri viventi, un leone, un uomo, un vitello ed uno «simile ad aquila mentre vola», i quali, attorno a Dio, sono intenti a cantarne le lodi. Il simbolo di san Marco è il leone. Il motivo principale sembra essere il fatto che nel Vangelo di Marco viene narrato il maggior numero di profezie che Cristo fece riguardo alla propria risurrezione (Mc 8,31; Mc 9,9; Mc 9,31; Mc 10,34; Mc 14,28), ed il leone rappresenterebbe, in virtù della sua forza, proprio la risurrezione. Questo in accordo sia con il pensiero del Padre della Chiesa san Gregorio Magno, sia con quanto diceva la glossa della Sacra Bibbia sempre usata (la glossa all'epoca aveva una rilevanza maggiore di quella attuale).
Lo stesso san Gregorio Magno suggerisce anche un secondo motivo, ovvero il leone sarebbe il simbolo di Marco in quanto il suo Vangelo inizia con la voce di san Giovanni Battista che, nel deserto, si eleva simile a un ruggito, preannunciando agli uomini la venuta del Cristo.
San Marco evangelista è il patrono di Venezia. Secondo un'antichissima tradizione delle Venezie, un angelo in forma di leone alato avrebbe rivolto al santo, naufrago nelle lagune, le parole «Pax tibi Marce, evangelista meus. Hic requiescet corpus tuum.» (Pace a te, Marco, mio evangelista. Qui riposerà il tuo corpo.) preannunciandogli che in quelle terre avrebbe trovato un giorno riposo e venerazione il suo corpo.
La Repubblica di Venezia assunse il leone alato, detto leone di san Marco come proprio simbolo. Non è storicamente provata la tradizione che indica il libro simbolo di pace quando aperto con su scritta la frase «PAX TIBI MARCE EVANGELISTA MEUS», o di guerra, quando era rappresentato chiuso. Il leone poteva essere rappresentato con il libro chiuso con la zampa sinistra e con una spada nella destra. Il leone di san Marco viene rappresentato infine con due posture: andante, cioè in piedi sulle quattro zampe, oppure in moleca, cioè seduto. Tuttora è il simbolo dei veneti, che hanno come bandiera il leone alato, ripreso dalla tradizione della Serenissima.

### Riferimenti
1. ↑  https://borba.me/markovdan-slava-podgorice/
2. ↑  H.H. Bradley - Fragments of the New Testament Archiviato il 26 aprile 2014 in Internet Archive. n.470 (EN)  (cons. 25.04.2014)
3. ↑   Col 4,10, su La Parola - La Sacra Bibbia in italiano in Internet.
4. ↑  www.culturacattolica.it
5. ↑  Raymond E. Brown, The Death of the Messiah Vol. 1, Anchor Yale Bible, 2010, pp. 294-304, ISBN 978-0-300-14009-5.
6. ↑  Sant'Agostino, La città di Dio, XVIII, 52
7. ↑   At 13,5, su La Parola - La Sacra Bibbia in italiano in Internet.
8. ↑   At 15,37.41, su La Parola - La Sacra Bibbia in italiano in Internet.
9. ↑   Decorazione musiva parietale di S. Vitale, San Marco evangelista, su mosaicocidm.it.
10. ↑  Cfr, ad esempio: Raymond E. Brown, The Death of the Messiah Vol. 1, Anchor Yale Bible, 2010, pp. 4-6, 47, 13-14, 22-25, 47,51-56, 92-93, ISBN 978-0-300-14009-5; Raymond E. Brown, The Birth of the Messiah, Doubleday, 1993, pp. 27, 573, ISBN 0-385-47202-1; Rudolf Bultmann, History of the Synoptic Tradition, Hendrickson Publisher, 1963, ISBN 1-56563-041-6; John Dominic Crossan, Who killed Jesus?, HarperOne, 1995, pp. 16-26, ISBN 978-0-06-061480-5; Bart Ehrman, Jesus apocalyptic prophet of the new millennium, Oxford University Press, 1999, pp. 41-48, ISBN 978-0-19-512474-3.
11. ↑   Kirby Peter, Early Christian Writings: Gospel of Mark, su earlychristianwritings.com, 2001-2007. URL consultato il 15 gennaio 2008.
12. ↑  Raymond E. Brown, The Death of the Messiah Vol. 1, Anchor Yale Bible, 2010, p. 47, ISBN 978-0-300-14009-5.
13. ↑  Giovambattista Contarini Spiegazione della Basilica metropolitana di S. Marco Evangelista, tipografia Perini editore, 1854, p. 7
14. ↑  Andrew Michael Chugg, La tomba perduta di Alessandro il Grande, Periplus, pp. 341
15. ↑   Indagine sulle reliquie, in Il Mattino di Padova, 26 settembre 2007. URL consultato l'8 aprile 2020.
16. ↑  Sezione dedicata al ritrovamento del corpo di San Marco Archiviato il 1º aprile 2013 in Internet Archive.
17. ↑  www.venezia.it Archiviato il 4 marzo 2016 in Internet Archive.
18. ↑  Martin Garrett, Venice. Signal. ISBN 1-902669-29-0